# Gabriel Brazão
Gabriel Nascimento Resende Brazão (ur. 5 października 2000 w Uberlândii) – brazylijski piłkarz występujący na pozycji bramkarza we włoskim klubie Inter Mediolan. Wychowanek Cruzeiro, w trakcie swojej kariery grał także w takich zespołach, jak Parma, Albacete oraz Real Oviedo. Młodzieżowy reprezentant Brazylii.